# Koszmosz–102
A Koszmosz–102 (oroszul: Космос–102) a szovjet USZ–A aktív radarfelderítő műhold első tesztrepülése volt.

## Küldetés
A szovjet Legenda tengeri felderítő rendszerhez készült USZ–A típusú, aktív radarberendezéssel felszerelt felderítő műhold prototípusa. A repülés a radarfelderítő műhold első kísérleti indítása volt, melynek során tesztelték berendezését. A BESZ–5 Buk nukleáris termoelektromos generátor teljes méretű egységét építették.

## Jellemzői
1965. december 27-én a bajkonuri űrrepülőtér indítóállomásáról Vosztok hordozórakétával Koszmosz–102 jelzéssel juttatták alacsony Föld körüli pályára. A műhold periódusa 89,2 perces, a pályaelhajlás 65 fokos. Az elliptikus pálya perigeuma 203 km, apogeuma 269 km volt. Tömege 4730 kg.
Felépítése hengeres, átmérője 1,3 méter, magassága 10 méter. A nukleáris energia és az újszerű hajtómű (a pályaelem rendszeres korrigálására) kísérleti próbája mellett a navigálás, az adatgyűjtés és továbbítás módszerének alkalmasságát gyakorolták.
1966. január 13-án földi parancsra belépett a légkörbe és megsemmisült.